# 松瀬弘美

松瀬 弘美（まつせ ひろみ、1970年6月18日 - ）は、静岡県出身の競艇選手である。
登録番号3474。身長150cm。血液型A型。66期。

## 来歴
- 1990年、デビュー。
- 2002年12月27日、芦屋競艇場での「オールジャパンフラワーカップ」で初優勝。6コースからのまくり差しを決め、3連単45390円の高配当を出した。

## 人物・エピソード
- 開会式の選手紹介での歌のパフォーマンスで有名。最近は小杉志津江と合唱を披露している。
- 韓国に強い関心があるようで、韓国語を学習したり毎年のように韓国へ旅行に行っている。
- 2005年から2007年にかけての2年間、競艇オフィシャルWEBで「松瀬弘美のレディース日記」を連載。
- 大型特殊免許を取得しており、フォークリフトや油圧ショベル等を運転できる[1]。